# Keramat Kubah
Keramat Kubah is een bestuurslaag in het regentschap Tanjung Balai van de provincie Noord-Sumatra, Indonesië. Keramat Kubah telt 4111 inwoners (volkstelling 2010).